# Pennellia patens
Pennellia patens là một loài thực vật có hoa trong họ Cải. Loài này được (O.E. Schulz) Rollins mô tả khoa học đầu tiên năm 1960.